# Janko Kralj (publicist)
Janko Kralj, slovenski politik, publicist in urednik, * 18. avgust 1898, Saksid pri Dornberku, † 27. december 1944, Rim.

## Življenjepis
Rodil se je očetu Štefanu in materi Elizabeti (rojena Čargo). Janko Kralj je  ljudsko šolo obiskoval v Dornberku. Gimnazijo je študiral v Gorici, pravo v Gradcu, Zagrebu, Ljubljani in Padovi, kjer je 1925 doktoriral že kot študent je v Ljubljani objavljal daljše dijaške članke v katoliškem dijaškem glasilu Zora, katerega je bil med letoma 1919 in 1920 tudi urednik. Po vrnitvi na goriško pa je objavljal v Socialni misli (1922–1923). Opredelil se je za t. i. krščanskosocialno smer, njegovi članki in razprave pa so bili posvečeni vprašanjem naroda ter socialnim in idejnim nasprotjem v družbi. V Gorici se je posvetil predvsem publicističnemu in prevajalskemu delu bil pa je tudi urednik  Goriške straže (1924) in od 1927  tajnik Katoliškega tiskovnega društva v Gorici. Sodeloval je pri goriškem Ljudskem koledarju za leto 1924, Našem čolničku, Jadranskem almanahu 1923 in 1924, zadnjega je tudi uredil. Spisal je brošuro Boji malega narod (1924)  ter uredil 1. zvezek Socialne čitanke (1926).  Veliko je pisal o pojavu komunizma, sprva povsem stvarno in analitično, kasneje pa je postal v političnem smislu njegov velik nasprotnik. V decembru 1928 so ga italijanske oblasto obsodile in za 5 let konfinirale na Liparskih otokih.

## Politično delo
Pred drugo svetovno vojno je sodeloval pri ilegalnem obnavljanju slovenske katoliške stranke, zaradi svoje konservativne usmerjenosti pa je bil odrinjen od vodstva Narodnega sveta. Med vojno se je povezal z vodstvom SLS v Ljubljani in se odločno postavil proti NOB oziroma KPS. Na Primorskem je organiziral Slovensko legijo in pokrajinsko Slovensko zavezo. Po kapitulaciji Italije je odpotoval v Rim kjer je konec decembra 1944 umrl.